# ليون هيسي
ليون هيسي (بالهولندية: Léon Hese)‏ هو لاعب كرة قدم هولندي في مركز قلب الدفاع، ولد في 10 مارس 1981 في آرنم في هولندا. لعب مع إف سي آيندهوفن ودي غرافشاب ونادي آيندهوفن ونادي كامبور وهيلموند سبورت.